# Ceres Arena
La Ceres Arena est une salle omnisports située à Aarhus, Danemark. Son propriétaire Atletion A/S.
La salle est surtout utilisée par le handball, avec l'AGF Aarhus Håndbold et le SK Århus Handbold mais aussi par le Basket-ball avec les Bakken Bears jusqu'en 2012.

## Événements
- Championnat d'Europe de handball féminin 2010
- Championnat d'Europe de volley-ball masculin 2013
- Championnat d'Europe de handball masculin 2014